# Charitovalgus doriae
Charitovalgus doriae är en skalbaggsart som beskrevs av Raffaello Gestro 1891. Charitovalgus doriae ingår i släktet Charitovalgus och familjen Cetoniidae. Inga underarter finns listade i Catalogue of Life.